# クィントゥス・ファビウス・マクシムス・ルリアヌス
クィントゥス・ファビウス・マクシムス・ルッリアヌス（ラテン語: Quintus Fabius Maximus Rullianus (Rullus)、紀元前4世紀から3世紀頃）は、共和政ローマ期の軍人、政治家。パトリキの名門ファビウス氏族の出身。執政官を5度、独裁官を2度務め、サムニテス戦争（サムニウム戦争）で活躍した。添え名のマクシムスはラテン語で「最高」「最大」を意味し、ファビウス氏族の中でも特に活躍したことから付けられたものであり、その子孫も代々これを名乗った。

## 生涯

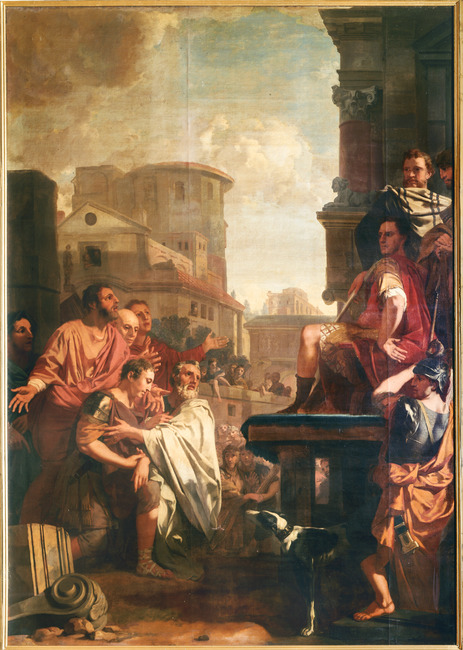
ルッリアヌスを許すクルソル

ファビウスがはじめて記録の上に現れるのは、紀元前325年、独裁官の副官であるマギステル・エクィトゥムとしてインブリニウム (Imbrinium) のサムニウム人に対して勝利した時である。しかし、この時のファビウスの行動は、独裁官ルキウス・パピリウス・クルソルの権限を侵すものだったため、パピリウスは怒り、ファビウスを罰するよう元老院に要請した。ティトゥス・リウィウスはパピリウスが元老院と民衆に訴える場面を緊迫した筆致で記述している。ファビウスの活躍によって勝利がもたらされたことは事実であるが、独裁官を無視するということは、ひいては独裁官に権限を与えた元老院の権威をも無視する行為である、と元老院が判断したため、パピリウスの訴えは聞き入れられた。最終的にファビウスは独裁官の前に身を投げ出し、許しを請うことによって許された。
紀元前322年、ファビウスは一回目の執政官に就任した。紀元前315年、ファビウスは独裁官に就任し、サティクラ (Saticula) を包囲し、その後ラウタラエ (Lautalae、現テッラチーナ近郊) で戦い勝利した。（ディオドロスは紀元前313年にも独裁官になったと記しているが、これは疑いがもたれている。）
紀元前310年、二度目の執政官となったファビウスは、ストリウム（現ストリ）のエトルリアと戦って勝利し、シミニアンの森 (Ciminian Forest) まで敗走した彼らを追撃して、これを降した。紀元前308年、三度目の執政官となったファビウスは、ペルシア（現ペルージャ）、ヌケリア・アルファテルナ（現ノチェーラ・インフェリオーレ）を攻略した。
紀元前304年にはケンソルを務めた。同僚は308年の執政官時代の同僚であるプレブス出身のプブリウス・デキウス・ムスである。紀元前312年のケンソル、アッピウス・クラウディウス・カエクスは解放奴隷ら無産市民を、市民や元老院の反感を押し切ってトリブス民会やケントゥリア民会で投票できるよう、全トリブス（行政区分、トリブス民会の投票単位）にバラバラに登録してしまっていた。ファビウスはこれを改め、無産市民をローマ市内の4つの都市トリブスのみに登録しなおし、人々に非常に感謝された彼はマクシムスの尊称を与えられたという。
紀元前297年、4度目の執政官となったファビウスは、ティフェルヌムの戦い (Tifernum) でサムニウムを降した。紀元前295年、5度目の執政官となったファビウスは、センティヌムの戦い (英語: Battle of Sentinum) で、エトルリア、サムニウム、ガリアの連合に勝利し、その名声を不動のものとした。
息子は同名クィントゥスで、代々名乗る「マクシムス」に加えて「グルゲス」という二つ名を持ち、執政官を2度務めた。その他の子孫では、曾孫ファビウス・マクシムス・クンクタトルが特に高名で、第二次ポエニ戦争で活躍した。
ファビウスの功績は上記のように目覚しいものであるが、彼についての記録は少ない。リウィウスは、クィントゥス・ファビウス・ピクトルの書物から多くを引用しているが、多くの場面に曾孫クンクタトルの記録との類似が見られ、疑いが持たれている。